# John Joseph Hopfield
John Joseph Hopfield   (Chicago, 15 de juliol de 1933) és un físic estatunidenc conegut principalment pel seu model de xarxes neuronals artificials publicat el 1982, anomenat el model de Hopfield. El 2024, va ser guardonat amb el Premi Nobel de Física amb Geoffrey Hinton pels descobriments i invencions fonamentals que permeten l’aprenentatge automàtic amb xarxes neuronals artificials.

## Biografia
John Joseph Hopfield va néixer el 1939 a Chicago, Illinois, fill del Físic polonès John Joseph Hopfield i de la física Helen Hopfield. És el sisè fill de la parella i té tres fills i sis néts.
Va rebre la seva llicenciatura (BA) al Swarthmore College el 1954 i el seu doctorat (PhD) en física per la Universitat Cornell el 1958 (sota la supervisió d'Albert Overhauser). Va passar dos anys al grup teòric dels Laboratoris Bell i després va ser membre de la facultat de la Universitat de Califòrnia a Berkeley (física), la Universitat de Princeton (física), l'Institut de Tecnologia de Califòrnia (química i biologia) i de nou a Princeton, on és professor emèrit al Departament de biologia molecular. Durant 35 anys, també va mantenir estrets vincles amb els Laboratoris Bell.
El 1969 va rebre el Premi "Oliver E.. Buckley's Condensed Matter" de la American Physical Society. El 1974, va proposar el mecanisme de correcció cinètica per reduir la taxa d'error d'una reacció bioquímica.

### Premi Nobel de Física 2024
El 8 d'octubre 2024 va ser guardonat amb el Premi Nobel de Física junt amb l'investigador britànic-canadenc Geoffrey Hinton pels « seus descobriments i intervencions fonamentals que permeten l'aprenentatge automàtic amb xarxes neuronals artificials». El jurat va remarcar que « Els dos guanyadors del premi Nobel de física d'enguany van utilitzar eines de la física per desenvolupar mètodes que són la base dels potents sistemes d'aprenentatge automàtic actuals».